# Ljaskovec
Ljaskovec (bulharsky Лясковец) je město ležící v severním Bulharsku v Předbalkánu. Je správním střediskem stejnojmenné obštiny a žije v něm přibližně 7 600 obyvatel.

## Zeměpis

### Umístění
Město se nachází na okraji Předbalkánu. Leží v nadmořské výšce 170 až 260 na rovině svažující se k severovýchodu do údolí řeky Jantra. Na protilehlé straně má území charakter pahorkatiny a nad městem se tu vypíná kopec Arbanaš, kde se nachází klášter svatého Petra a Pavla.
Městem prochází neprovozovaná železniční trať Gorna Orjachovica – Elena a jeho jižní okraj zasahuje až ke státní silnici I-4.

### Podnebí
Klima je mírné kontinentální, charakterizované horkými léty a studenými zimami. Relativně nízká průměrná roční teplota (11,5 °С) a vysoká roční amplituda (25,2 °С) jsou charakteristickými znaky kontinentálního klimatu této oblasti. Roční množství srážek je pod průměrem Bulharska.

## Název
Název města je odvozen od lísky, která byla pro oblast v minulosti charakteristická, ale nyní se zde nacházejí pouze izolovaní jedinci. Původní název byl Ljaskovica a později se změnil na Ljaskovec.

## Dějiny

### Nejstarší období
V oblasti začala vznikat trvalá sídla na přelomu mladší doby kamenné a doby měděné ve 4. tisíciletí př. n. l. V prvních desetiletích druhé bulharské říše byl na kopci Arbanaš postaven klášter svatého Petra a Pavla, díky němuž se rozvinulo sídlo pod ním. Usuzuje se, že šlo v té době o existující osadu, ale nedostatek historických pramenů to neumožňuje potvrdit.
V místě dnešního Ljaskovce ve středověku vzniklo postupně několik osad. Nejstarší známá osada Svetica se nacházela na úpatí kopce Atanaš u malého kostelíka svaté Trojice (св. Троица). Později zde vznikly další osady, které se jmenovaly podle kostelů, u nichž se rozkládaly: sv. Atanáše, sv. Vasila, sv. Jiří, sv. Dimitra a sv. Mikuláše. Poněkud na východ ležela ves Čertovec.

### Osmanská nadvláda
První písemná zmínka o právním postavení zdejších osad, jakož i o postavení dalších tří okolních vesnic – Gorné Orjachovici, Dolné Orjachovici a Arbanasi, se nalézá ve firmanu vydaném  sultánem Selimem II. v roce 1538: „Obyvatelé těchto vesnic se spravují sami jako svobodní občané. Budou považováni za svobodné a osvobozené od všech vládních a veřejných poplatků a daní… Každému příchozímu, bez ohledu na hodnost a postavení a na jakoukoli kategorii, do které může být zařazen, bude zakázán vstup silou přes hranice těchto svobodných a nezávislých vesnic… Ať se s tímto rájem nezachází jako s prostým rájem bez práv, ať se na něj neútočí, ať se netrápí a nemučí…“ I když většina těchto práv zůstala převážně na papíře, poskytovala obyvatelstvu klid a umožňovala mu relativně lehký život.
Osady tvořící dnešní Ljaskovec byly samostatnými mahalami a k jejich spojení došlo během 17. století. V různých dobách je obývali různí obyvatelé. Příkladem toho jsou albánští emigranti, kteří sem přijeli na koních, usadili se a později byli nazýváni „Konďovci“. Tento název se pak přenesl na celou obec Konďovska mahala. Koncem 18. století se Čertovec stal častým cílem nájezdům krdžalijů a jeho obyvatelé v devadesátých letech přesídlili na jižní konec Ljaskovce ke kostelu svatého Jiří. Čertovec zůstal po dobu turecké nadvlády samostatnou obcí. V několika pozdějších firmanech, jako například firman sultána Mahmuta II. z 16. července 1810, se znění ze 16. století podobně opakovalo. Podle toho, co je v něm uvedeno, čítal Ljaskovec a jemu podřízené osady v roce 1752 252 křesťanských domácností. Podle statistické studie, kterou nechalo vypracovat velitelství ruských vojsk před vyhlášením rusko-turecké války, bylo v Ljaskovci a Čertovci celkem 1 140 domů s 6 042 obyvateli.
Navzdory takto výhodnému postavení zdejší oblasti vyšla z ljaskovického kláštera tři povstání proti osmanské nadvládě. Roku 1873 byla v něm otevřena první teologická škola v Bulharsku.

### Novodobá historie
Osvobození Ljaskovce bylo relativně klidné kvůli nepřítomnosti tureckých jednotek ve městě. Turci odtud uprchli ještě před příchodem ruských jednotek. Ljaskovec byl povýšen na město v roce 1880, nicméně začátkem 20. století začala jeho populace klesat především kvůli emigraci. Hlavními důvody bylo jeho předchozí přelidnění a to, že tradiční zemědělský způsob života neumožňoval zdejšímu obyvatelstvu zajistit přiměřené živobytí kvůli nedostatku orné půdy. Na druhé straně nedostatek orné půdy vedl k rozvoji zahradnictví. V roce 1906 zde byla založena první zahradnická společnost Pčela a  v roce 1910 druhá Sǎglas a zahradnictví následně Ljaskovec proslavilo. Stalo se z něj známé vinařské centrum, pěstovalo se zde různé ovoce a zelenina a některé současné odrůdy jsou po něm pojmenovány (např. Ljaskovická okra). Ani tento úspěch emigraci z města nezastavil – zahradníci se vystěhovávali, aby uplatnili svoje schopnosti v příznivějších podmínkách, a ti z nich, kteří zbohatli, posílali své děti na vzdělání do velkých měst. I tak se většina obyvatelstva živila zemědělstvím.
14. června 1913 zasáhlo Ljaskovec a okolí katastrofické zemětřesení. Mělo magnitudo 6,3 stupně a oblast zkázy pokrývala 1 000 čtverečních kilometrů. Ve městě bylo poškozeno 55 až 60 % budov, přičemž většina zděných budov byla zbořena, mezi nimi všech pět kostelů. Zemřelo zde 7 lidí a více než 30 lidí bylo zraněno, nicméně přesné údaje o celkovém počtu obětí neexistují. Po této zkáze byla zahájena výstavba nových budov v souladu s tehdejšími urbanistickými trendy. Ljaskovec byl elektrifikován od roku 1928 a další podporu rozvoji města přinesla železniční trať Gorna Orjachovica – Ljaskovec zprovozněná v roce 1929. Roku 1944 bylo ve městě registrováno 1 784 domácností.

## Obyvatelstvo
K 15. prosinci 2023 ve městě žilo 7 616 obyvatel a bylo zde trvale hlášeno 8 247 obyvatel. Níže uvedená tabulka ukazuje změnu počtu obyvatel města v období od roku 1934 do roku 2021:
| rok      | 1934  | 1946  | 1956  | 1965  | 1975  | 1985  | 1992   | 2001  | 2011  | 2021  |
| populace | 6 020 | 5 541 | 6 405 | 8 361 | 9 306 | 9 866 | 10 050 | 9 244 | 8 225 | 7 010 |

Podle sčítání 1. února 2011 bylo národnostní složení následující:
- Bulhaři: 7 406 (95.9 %)
- Turci: 150 (1.9 %)
- Romové: 106 (1.4 %)
- ostatní[p 4]: 63 (0.8 %)